# おまじないコミック
『おまじないコミック』は、実業之日本社から発行されていた漫画雑誌。通称「おまコミ」。編集は説話社が担当。

## 概要
前身は『月刊MyBirthday』別冊おまじないコミックとして、『MyBirthday』で紹介されたおまじないをモチーフにした少女漫画作品を扱う雑誌だった。1986年、季刊誌『おまじないコミック』として創刊。1987年4月から1993年12月まで月刊。初期には『MyBirthday』誌イラスト投稿欄の常連であった者がプロデビューし、漫画作品を掲載していたという特徴がある。
1994年4月から『ティーンズコミックパル』→『少女パル』と改名し、1997年6月をもって休刊。

## 掲載された作品
- 折原みと
  - るり色プリンセス
- 日下部拓海
  - 星屑☆カーニバル
- 湖東美朋
  - 僕は天使じゃない
- たにぐち智子
  - ずっと一緒にいようね
- 牧村久実
  - ガラス色の瞳
  - 陽だまりのさくらんぼ
  - ツインハートツインゲーム
  - 空においでよ
- 阿部ゆたか
  - くまちゃんのクリスマス
  - くまちゃんをアンコール
- くおんみどり
  - （企画ページ等のイラスト作品のみ）